# Doxiciclina
La  doxiciclina  è un antibiotico che ha un'attività antibatterica ad ampio spettro ed è indicato in molte importanti patologie infettive. Appartiene alla classe antibiotica delle tetracicline e perciò, come altri farmaci di questa classe, interferisce con la sintesi proteica batterica. Si caratterizza per l'elevato assorbimento intestinale, la lunga durata d'azione terapeutica e l'ampio spettro d'azione che comprende batteri Gram-positivi e alcuni Gram-negativi, rickettsie, micoplasma, clamidia, alcuni micobatteri atipici e amebe.
Il farmaco interferisce con l'assorbimento di diversi ioni, per cui va evitata l'assunzione di composti che liberano ioni calcio, alluminio, magnesio o ferro (tipicamente presenti in molti integratori alimentari) per almeno due ore dopo la somministrazione dell'antibiotico.
Nel mondo si trova in commercio con diversi nomi commerciali, in Italia è in commercio con i nomi di Bassado (dal 1969) e Miraclin.

## Farmacologia

### Farmacodinamica
Doxiciclina, così come altre tetracicline, è dotata di attività prevalentemente batteriostatica. Il farmaco esercita il suo effetto antimicrobico tramite inibizione della sintesi proteica. La molecola inibisce il trasporto degli aminoacidi dall'aminoacil-t-RNA ai ribosomi impedendo il legame con la subunità 30S. Viene così impedita la formazione della catena peptidica e pertanto la sintesi delle proteine.

Le tetracicline, compreso doxiciclina, hanno uno spettro d'azione simile che comprende un'ampia gamma di germi Gram-positivi e Gram-negativi.
Tra i germi sensibili gram positivi si segnalano: Bacillus anthracis, Streptococcus pyogenes, Streptococcus pneumoniae, Streptococcus faecalis.
Comunque molti ceppi dei sopra citati batteri gram-positivi si sono dimostrati resistenti alle tetracicline. Pertanto è sempre raccomandata l'esecuzione di una coltura con relativo antibiogramma. 
Tra i batteri gram negativi: Bartonella bacilliformis, Brucella species, Vibrio cholerae, Haemophilus influenzae, Calymmatobacterium granulomatis, Yersinia pestis, Neisseria gonorrhoeae, Haemophilus ducreyi, Francisella tularensis, Campylobacter fetus.
Doxiciclina è attiva anche verso alcuni protozoi quali in particolare le amebe e il plasmodium falciparum.

### Farmacocinetica
Doxiciclina dopo somministrazione orale viene quasi completamente assorbita dal tratto gastroenterico. L'assorbimento è da 2 a 4 volte superiore a quello di altre tetracicline e non viene influenzato dalla concomitante assunzione di cibo.
Già a circa un'ora dalla somministrazione è possibile rilevare concentrazioni plasmatiche di farmaco terapeuticamente efficaci. La concentrazione plasmatica massima (Cmax) viene raggiunta a distanza di 2-4 ore (Tmax) dall'assunzione.
L'emivita di doxiciclina è variabile tra le 16 e le 22 ore. 
Il legame con le proteine plasmatiche è intorno all'82-93%. Circa il 60% del farmaco viene eliminato tramite le feci, mentre la quota rimanente è eliminata per via urinaria.
Nei soggetti con alterata funzionalità renale non è richiesto un aggiustamento del dosaggio di doxiciclina, in questa popolazione infatti non si sono evidenziati fenomeni di accumulo. L'escrezione renale della molecola è lenta. Circa il 25% della dose assorbita viene eliminata entro 48 ore. Si deve inoltre tenere presente che in caso di insufficienza renale la quota di eliminazione dall'emuntorio renale si riduce, ma aumenta quella fecale.

### Altre azioni
A dosi minori a quella a cui ha azione antibiotica, il composto agisce da inibitore delle matrici metalloproteasiche; a questo scopo degli studi ne hanno indagato l'uso in patologie legate all'azione di tali enzimi come l'erosione corneale ricorrente.
In uno studio, un paziente con linfangioleiomiomatosi, una patologia ad andamento progressivo ed esito fatale, è stato trattato con buoni risultati con doxociclina; in un altro studio, un paziente con broncopneunomatia cronica ostruttiva trattato con doxiciclina ha ottenuto un miglioramento della funzione polmonare e stabilizzazione dei sintomi. Altri studi ne hanno indagato l'uso nell'artrite reumatoide e sarcoidosi (al pari di altre tetracicline).
In uno studio su cavie del 2017, l'insolita combinazione di doxiciclina e vitamina C ha dimostrato una potente azione citotossica nei confronti di alcune cellule progenitrici tumorali, dimostrandosi 100 volte più attivo di un composto utilizzato allo stesso scopo (il 2-deossi-D-glucosio). Il meccanismo d'azione si crede risieda nel potere della doxiciclina di impedire alla cellula tumorale di utilizzare fonti di nutrienti diverse dal glucosio e della vitamina C di agire da inibitore della glicolisi quindi di utilizzare attivamente il glucosio.

## Usi clinici
Le indicazioni approvate da RCP sono: infezioni da germi sensibili alle tetracicline: polmoniti, broncopolmoniti, bronchiti, tonsilliti, otite media, sinusiti, pielonefriti, cistiti, uretriti, prostatiti, foruncolosi, ascessi, ferite infette.

### Off-Label
Viene utilizzato, anche, in aggiunta al chinino per il trattamento della malaria da Plasmodium falciparum, e anche come profilassi della stessa nel caso gli altri farmaci mostrino fenomeni di resistenza.
Viene utilizzata in monodose come prima linea di trattamento contro il colera.
Usato preventivamente nelle zone ad alto rischio contro la leptospirosi.
Viene anche utilizzato per la cura della rosacea, in vari patologie causate da batteri ulceranti, malattia infiammatoria pelvica, acne volgare, sifilide, nel trattamento adiuvante delle sovrainfezioni dell'herpes simplex, e nella profilassi da esposizione all'antrace.
Studi scientifici recenti hanno dimostrato l'efficacia dell'uso della doxiciclina come profilassi post-esposizione (doxyPEP) per la prevenzione delle infezioni sessualmente trasmissibili (IST), in particolare tra uomini che hanno rapporti sessuali con uomini (MSM) e donne transgender

## Effetti collaterali e indesiderati
In corso di terapia tra gli effetti indesiderati registrati con maggiore frequenza abbiamo vomito, nausea, anoressia, tinnito, diarrea, orticaria, fotosensibilità.

In alcuni pazienti è possibile che si verifichino disfagia, ulcere esofagee, dolore retrosternale e altri effetti avversi di natura gastrointestinale. Per ridurre l'incidenza di questi effetti collaterali viene raccomandato di assumere doxiciclina con abbondante acqua, preferibilmente in posizione eretta e almeno un'ora prima di coricarsi. È opportuno interrompere la somministrazione dell'antibiotico se compaiono disfagia o dolore retrosternale.

La somministrazione di doxiciclina a dosi elevate e per periodi di trattamento prolungati (in genere superiori a due settimane) può causare epatotossicità.
Questi pazienti vanno attentamente monitorati e, se necessario, si deve provvedere a sospendere l'antibiotico.

## Controindicazioni
È controindicata in pazienti con ipersensibilità nota al farmaco, nei bambini sotto i 12 anni di età e in gravidanza, poiché si fissa nelle ossa (può provocare una permanente colorazione grigia dei denti). È escreta nel latte materno quindi si sconsiglia di allattare entro quattro giorni dall'ultima assunzione di doxiciclina. Di solito è ben tollerata ma può dare reazioni cutanee di fotosensibilità (eritema), soprattutto negli individui caucasici (fastidioso contrattempo se si pensa di andare in vacanza per prendere il sole e si usa in profilassi). Non deve essere somministrata a pazienti affetti da lupus eritematoso sistemico (LES) perché si pensa possa esacerbare delle crisi. Può interferire con terapie anticoagulanti orali.
Il reflusso gastroesofageo costituisce una controindicazione relativa.

## Gravidanza e allattamento
Non esistono studi adeguati e controllati sull'uso di doxiciclina nelle donne in stato di gravidanza. La gran parte dei casi riportati riguarda un'esposizione di breve durata, generalmente nel primo trimestre di gravidanza. Non esistono invece dati per verificare gli effetti di una terapia di lungo termine, come per esempio quella richiesta dal trattamento a seguito di esposizione all'antrace.

Uno studio caso-controllo (18.515 madri di bambini con anomalie congenite e 32.804 madri di neonati senza anomalie congenite) ha dimostrato una debole associazione ma statisticamente significativa, tra le malformazioni totali e l'uso di doxiciclina in qualsiasi momento durante la gravidanza.

La Food and Drug Administration ha inserito doxiciclina in classe D per l'uso in gravidanza. In questa classe sono inseriti i farmaci in cui studi, adeguati e ben controllati o di tipo osservazionale, su donne in gravidanza hanno dimostrato un rischio per il feto. Tuttavia, i benefici della terapia per la madre possono superare il rischio potenziale per il feto.

Doxiciclina assunta nel secondo e terzo trimestre di gravidanza può comportare il rischio di alterata pigmentazione dei denti nella prole.
Poiché le tetracicline sono secrete nel latte materno, il loro impiego durante l'allattamento è controindicato.
Inoltre va ricordato che l'uso delle tetracicline durante il periodo di formazione dei denti nel bambino (dalla seconda metà della gravidanza a tutta la prima infanzia) può causare pigmentazione dentaria permanente (giallo-bruna). La colorazione anomala dei denti viene osservata con maggiore frequenza dopo trattamenti prolungati con le tetracicline, anche se sono stati riportati casi in pazienti trattati per periodi brevi e ripetuti.
Doxiciclina, comunque, ha un minore rischio di colorazione dentaria rispetto alle altre tetracicline, per il suo minore legame con il calcio.

## Interazioni
- Anticoagulanti (warfarin, acenocumarolo): la contemporanea assunzione con tetracicline può deprimere l'attività protrombinica. Pertanto in caso di associazione con farmaci anticoagulanti è opportuno monitorare l'indice INR e se necessario adeguare la dose dell'anticoagulante.
- Ferro, antiacidi, lassativi, sucralfato (contenente alluminio), preparati multivitaminici (contenenti manganese o zinco), bicarbonato di sodio, colestipolo o colestiramina: la co-somministrazione di queste molecole con la tetraciclina può ridurre l'assorbimento della doxiciclina. Al fine di ridurre l'effetto interferente l'antibiotico deve essere somministrato un'ora dopo la loro assunzione oppure 4 ore prima.
- Contraccettivi orali: la concomitante assunzione di doxiciclina può comportare una riduzione di efficacia della pillola anticoncezionale. È quindi opportuno che la coppia adotti misure di contraccezione alternative.
- Litio, metotressato, digossina: in letteratura medica sono stati segnalati casi di incremento dei livelli plasmatici di doxiciclina in caso di terapia concomitante.
- l'assorbimento è influenzato positivamente da digossina, levetiracetam e tacrolimus.[49]